# 洛萨 (葡萄牙堂区)
洛萨 (葡萄牙堂区)是葡萄牙布拉干萨区的一个堂区。总面积34.97平方公里，总人口508人，人口密度14.5人/平方公里。